# 哈尔希安
哈尔希安（希臘語：Χαρσιανόν）是拜占庭帝国位于安那托利亞中部卡帕多细亚地区的一个军区，位于今土耳其境内。

## 历史

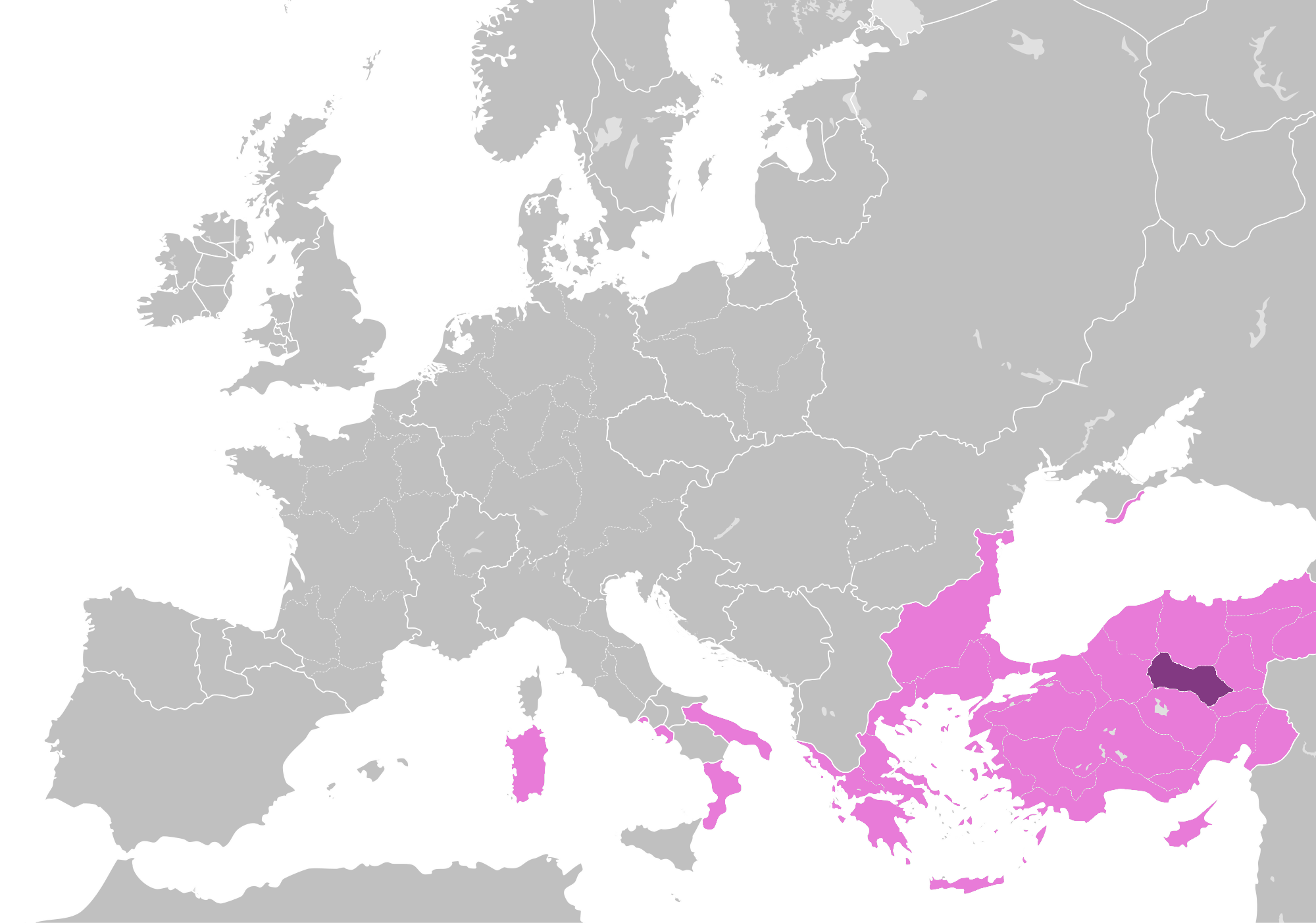
公元1000年哈尔希安军区在拜占庭帝国的位置

哈尔希安堡垒（Χαρσιανόν κάστρον，Charsianon kastron）最早于638年第一波穆斯林征服期间被首次提及。其名称来源于查士丁尼一世手下的一位将领。要塞遗迹位于今约兹加特省阿克達馬代尼境内。
阿拉伯人于730年首次提及该地，而在下一世纪的阿拉伯-拜占庭战争中，它仍是双方激烈争夺的一个据点。8世纪时，此地属于亚美尼亚军区，是一个副军区的治所。
9世纪早期，此地成为了一处要冲区的中心。在863至873年间的某个时期，它被提升为正式军区，并从邻近的布塞拉里亚、亚美尼亚以及卡帕多细亚军区并入一些领土。该军区的级别在各个军区中居于中等，将军每年领有20金镑。根据阿拉伯的资料，军区下辖400名士兵和4处要塞。
10世纪时，哈尔希安军区成为地主军事贵族的重要据点，阿尔吉罗斯和马雷诺斯等名门望族的房屋与庄园皆在此地。1045年之后，大量亚美尼亚人（包括亚美尼亚前国王加吉克二世）定居于此，并与当地的希腊人产生摩擦。1071年的曼齐刻尔特战役之后，军区陷落到塞尔柱突厥手里，后被赠与達尼什曼德王朝。加吉克二世则是军区最后一位被证实的将军，任期为1072至1073年。

### 脚注
1. 1 2 3 4 5  ODB，"Charsianon" (C. Foss), p. 415.
2. ↑  Honigmann 1935，第49–50頁.
3. ↑  Honigmann 1935，第50頁.
4. 1 2  McGeer, Nesbitt & Oikonomides 2001，第107頁.

### 书籍
- Honigmann, E. . Brussels: Éditions de l'Institut de Philologie et d'Histoire Orientales. 1935 （德语）.
- 亚历山大·卡日丹 (编). . 牛津: 牛津大学出版社. 1991. ISBN 0-19-504652-8.
- McGeer, Eric; Nesbitt, John W.; Oikonomides, Nicolas (编). . Washington, District of Columbia: Dumbarton Oaks Research Library and Collection. 2001  [2019-03-03]. ISBN 0-88402-282-X. （原始内容存档于2020-06-26）.
- Potache, Dejanira. . Ahrweiler, Hélène  (编). . Paris: Éditions de la Sorbonne. 1995. ISBN 9782859448325. doi:10.4000/books.psorbonne.2000 （法语）.